# Lexeiba 1
Lexeiba è uno dei sette comuni del dipartimento di Kaédi, situato nella regione di Gorgol in Mauritania. Nel censimento della popolazione del 2000 contava 14.908  abitanti.